# 레겐스도르프-바트역
레겐스도르프-바트역(Regensdorf-Watt)은 스위스 취리히주 레겐스도르프 지자체에 위치한 기차역이다. 이 역은 루프탈 철도 노선에 있으며 S6 노선이 운행하는 취리히 S-반의 정류장이다. 출퇴근 시간에만 운행되는 S21 열차는 여기에서 종착한다.